# Берналисис, Юго
Юго Берналисис (фр. Ugo Bernalicis) — французский политик, член партии Непокорённая Франция, депутат Национального собрания Франции.

## Биография
Родился 25 сентября 1989 года в Аррасе (департамент Па-де-Кале) в семье коммунистов. Активистами Коммунистической партии были его отец и дед, а прадед погиб в концентрационном лагере Дахау.
Во время обучения в Университете Лилль-III активно участвовал в студенческом движении, в 2010 году стал вице-президентом студенческого Совета. Был организатором студенческих забастовок, нацеленных на улучшение условий жизни.
В 2009 году Юго Берналисис вступил в Левую партию. В составе списка Левого фронта участвовал в выборных кампаниях в Совет департамента и Совет региона Нор-Па-де-Кале. В 2012 году был кандидатом коммунистов на выборах в Национальное собрание по 2-му избирательному округу департамента Нор и занял 4-е место.
В 2017 году вслед за Жаном-Люком Меланшоном перешел в новую партию Непокорённая Франция, стал ее кандидатом на  выборах в Национальное собрание 2017 г. по 2-му избирательному округу департамента Нор и одержал победу, получив во 2-м туре 64,15 % голосов.
Один из самых молодых депутатов XV Национального собрания, Юго Берналисис стал членом Комиссии по законодательству. В декабре 2019 года, в условиях, когда «честность правосудия регулярно ставится под сомнение политиками, средствами массовой информации и гражданами», он вместе со своими соратниками инициирует создание парламентской комиссии по расследованию «препятствий независимости судебной власти», которую он возглавляет . Отчет, содержащий 68 предложений, представляется в следующем году после 70 публичных слушаний .
По окончании срока полномочий газета La Voix du Nord охарактеризовал его как одного из самых усердных депутатов Национального собрания, специализирующегося на вопросах безопасности и правосудия.
В июне 2022 года Юго Берналисис в результате очередных выборов в Национальное собрание был переизбран депутатом во втором туре, набрав 58% голосов, что является одним из лучших результатов среди депутатов от его партии.

## Политическая карьера
с 21.06.2017 года — депутат Национального собрания Франции от 2-го избирательного округа департамента Нор 